# Sismo do Oceano Índico de 2012
O Sismo do Oceano Índico de 2012 foi um tremor de terra submarino que ocorreu na costa ocidental da Indonésia, próximo à província de Aceh, que atingiu magnitude 8,6 na Escala de magnitude de momento que mede a magnitude dos tremores de terra, sendo o mais forte registrado no ano de 2012 até então.
O tremor ocorreu em uma quarta-feira, 11 de abril, às 15h38, hora local. Alertas de tsunami que foram emitidos pelo Oceano Índico porém já foram rebaixados ou cancelados.

## Passado
A mesma região enfrentou em 2004 um violento terremoto seguido de tsunami, onde o terremoto ocorreu a cerca de 250 km ao su-sudeste de Banda Aceh.

## Terremoto
Desta vez o terremoto apresentou magnitude 8,7 (Mw) a uma profundidade de 22 quilômetros ocorreu a cerca de 434 km (269 milhas) a sudoeste de Banda Aceh, na Indonésia em uma profundidade de 22,9 km (14,2 mi). Ele foi originalmente relatado como 8,9 Phillip Charlesworth, o chefe da Federação Internacional da Cruz Vermelha e do Crescente Vermelho com sede em Jacarta disse que o terremoto durou 3 minutos.
Além da Indonésia, o terremoto pôde ser sentido em uma grande área. Agitação foi sentida em todo o litoral leste da Índia, incluindo Chennai, Bangalore e Kolkata. Os serviços de Metrô de Calcutá foram suspensos em Kolkata, e os passageiros foram convidados a deixar as estações. Na Malásia, agitação foi sentido em Penang e Kuala Lumpur. O terremoto também foi sentido em Padang.

## Tsunami
Alertas de tsunami foram gerados para toda a área do Oceano índico, principalmente para a Indonésia, Malásia, Índia, Sri Lanka e Ilhas Maldivas e apesar de ainda monitorada toda a área o alerta foi posteriormente cancelado.
Contudo ainda sim pôde-se observar ondas de até um metro perto das ilhas próximas a Aceh. A área mais atingida foi a ilha pouco populosa de Simeulue, na costa sul de Aceh.